# Inga Sempé
Inga Sempé (1968) és una dissenyadora francesa, especialitzada en disseny de mobles, llums i altres objectes. Ha treballat per a fabricants com Ligne Roset, Alessi i Baccarat. Va rebre el premi Red Dot Design Award el 2007.
Inga Sempé va néixer l'any 1968, filla de Mette Ivers, una artista gràfica i pintora danesa i del conegut artista gràfic francès Jean-Jacques Sempé. Va estudiar a l'Ecole Nationale Superieure de Création Industrielle (ENSCI) de París i hi va aprovar els exàmens finals el 1993.
El 1994 va dissenyar per al dissenyador australià Marc Newson, el 1997–1999 per a la dissenyadora francesa Andrée Putman. A partir de l'any 2000 va treballar per a les empreses de disseny italianes Cappellini i Edra i, al mateix temps, va fundar la seva pròpia empresa a París. Dissenya objectes sostenibles, senzills, però no minimalistes.
L'any 2003 el Musée des Arts Décoratifs de París va consagrar una exposició a Inga Sempé. Està casada amb el dissenyador Ronan Bouroullec i té dos fills. Viu i treballa a París.

## Premis i reconeixements
El 2000/2001 va obtenir una beca per a la Villa Medici, una institució de l ' Acadèmia de França a Rome. El 2003 va rebre el premi de disseny de la ciutat de París, el 2007 el premi Red Dot Design Award pel seu moble entapissat Moël. El 2012 va ser convidada d'honor de la Fira del Moble d'Estocolm Stockholm Furniture Fair & Northern Light Fair.